# ولیکو کرچوو
ولیکو کرچوو (به لاتین: Veliko Krčevo) یک زیستگاه انسانی در کرواسی است.